# خوان أنتونيو ألباسيتي أنجيلا
خوان أنتونيو ألباسيتي أنجيلا (بالإسبانية: Juan Ignacio Antonio)‏ (5 يناير 1988 بتريليو في الأرجنتين - ) هو لاعب كرة قدم أرجنتيني في مركز الهجوم. شارك مع منتخب الأرجنتين تحت 17 سنة لكرة القدم ومنتخب الأرجنتين تحت 20 سنة لكرة القدم. أما مع النوادي، فقد لعب مع ريفر بليت ونادي أسكولي ونادي بارما ونادي بريشيا ونادي سامبدوريا ونادي فاريسي ونادي فيرالبيسالو.

## وصلات خارجية
- خوان أنتونيو ألباسيتي أنجيلا على موقع قاعدة بيانات كرة القدم.إي يو (الإنجليزية)
- خوان أنتونيو ألباسيتي أنجيلا على موقع Soccerway.com (الإنجليزية)
- خوان أنتونيو ألباسيتي أنجيلا على موقع عالم كرة القدم.نت (الإنجليزية)
- خوان أنتونيو ألباسيتي أنجيلا على موقع AS.com (الإسبانية)
- خوان أنتونيو ألباسيتي أنجيلا على موقع GSA (الإنجليزية)